# Оман (биљка)
Оман (волујско око, жути колоточ, огњица, велики волујак; лат. Telekia speciosa) је биљка из породице главочика (Asteraceae).

## Порекло имена
- име рода по мађарском ботаничару и мецени S. Teleki-ју, који је живео у 19. веку;
- име врсте од латинског speciosus, што значи „наочит”, „леп”, угледан због лепоте саме биљке.

## Опис биљке
Стабло је округло, вунасто длакаво, веома снажно и грана се у горњем делу. Доњи, средњи и горњи листови разликују се међусобно по облику и лисној дршци. Доњи су широко троугласти или јајасти са дугачким дршкама. Средњи су на краткој дршци, јајасти и назубљени по ободу, док су горњи листови издужено јајасти или у облику ромба са шиљатим врхом и седећи су (немају дршку). Цветови су груписани у крупне главичасте цвасти широке 6—7 cm, док су оне сакупљене у гроње. По ободу главице налазе се једнополни, женски, језичасти цветови. У центру су цевасти двополни (хермафродитни) цветови. Плод је ахенијум дугачак око 6 mm са назубљеним ободом при врху.

## Станиште и распрострањеност
Расте на планинама у појасу букових и јелових шума, уз потоке и изворе у брдско-планинском региону, на старим крчевинама шума и у крашким вртачама. Распрострањена је у јужним и источним Карпатима, Источним Алпима, Балканском полуострву, Малој Азији и на Кавказу.

## Лековито дејство и употреба
Корен, мириса на камфор, се користи за одстрањивање слободних радикала из организма. У народној медицини оманом се лечи бронхитис, плућне болести, прехлада и ишијас.

## Галерија
- Цваст главица
- Горњи део биљке са осушеним цвастима